# Avenir démocratique prospérité de Guinée
L'Avenir démocratique prospérité de Guinée (ADPG) est un parti politique guinéen,.
C'est l'un des 24 partis ayant participé à l'élection présidentielle de 2010. Son candidat, Boubacar Bah, est éliminé au 1er tour, avec 0,30 % des suffrages.